# Усова Зінаїда Василівна
Зінаїда Василівна Усова (нар. 9 серпня 1924, с. Сидозеро, Ленінградська губернія — пом. 4 жовтня 2013, Донецьк) — радянський і український ентомолог та епідеміолог, спеціаліст з екології та систематики мошок, доктор біологічних наук, професор.

## Біографія
Після закінчення Карело-Фінського державного університету, в 1950 році вступила до аспірантури Карельської філії Академії наук СРСР. Науковим керівником виступала Айно Семенівна Лутта, відомий фахівець з вивчення гнусу європейської Півночі. Після закінчення аспірантури, з 1953 року Усова почала працювати на кафедрі біології Донецького державного медичного інституту.
У 1954 році Усова захистила кандидатську дисертацію за темою «Мошки (родина Simuliidae, Diptera) Карело-Фінської РСР і Мурманської області». У 1964 році за матеріалами монографії «Фауна мошок Карелії та Мурманської області (Diptera, Simuliidae)» була присуджена ступінь доктора біологічних наук.
У 1965 році Усовій запропонували стати деканом тільки-но створеного біологічного факультету Донецького державного університету. До 1971 року обов'язки декана вона поєднувала з посадою завідувачки кафедри зоології, яку очолювала до 1982 року.

## Наукові досягнення
Дослідження Зінаїди Усової протягом 60 років були спрямовані на вирішення проблем медичної та ветеринарної ентомології. Вона займалася виявленням ролі комах і кліщів у перенесенні збудників захворювань людини і тварин. Під керівництвом Усової та за її безпосередньої участі були вперше отримані детальні дані по фауні, особливості життєвого циклу та факторів, що визначають активність кровосисних комарів, мошок, панцирних і гамазових кліщів.
Було розроблено, обґрунтовано та впроваджено заходи захисту людини від гнусу. Вона створила найбільшу наукову школу дослідників мошок на території колишнього Радянського Союзу і під її керівництвом захищено 23 дисертації. Зінаїда Усова брала участь в організації експедицій до Бурятії і на Далекий Схід, на Чорне, Біле, Баренцове і Японське моря. Колекція мошок, зібрана Усовою, зберігається в Інституті біології Карельського наукового центру РАН та налічує понад 10 тисяч екземплярів.

### Види, описані Зінаїдою Усовою
Усовою було описано 15 видів мошок:
- Metacnephia amsheevi Usova & Bazarova, 1990
- Metacnephia baicalica Usova & Bazarova, 1990
- Metacnephia burjatica Usova & Bazarova, 1990
- Metacnephia hamardabanae Usova & Bazarova, 1990
- Metacnephia luttae Usova & Bazarova, 1990
- Metacnephia mirzaevae Usova & Bazarova, 1990
- Metacnephia shirapovi Usova & Bazarova, 1990
- Metacnephia tamarinae Usova & Bazarova, 1990
- Simulium dolini Usova & Sukhomlin, 1989
- Simulium kachvorjanae Usova & Zinchenko, 1991
- Simulium lidiae  (Semushin & Usova, 1983)
- Simulium olonicum  (Usova, 1961)
- Simulium raastadi (Usova & Reva, 2000)
- Simulium suchomlinae  (Usova & Reva, 1995)
- Simulium volhynicum (Usova & Sukhomlin, 1990)

### Членство у наукових товариствах
- Українське наукове товариство паразитологів
- Українське ентомологічне товариство

### Нагороди та звання
Зінаїда Василівна відзначена численними нагородами та почесними званнями, включно з.:
- орден «Знак Пошани» (1967).
- медалі «За доблесну працю» (1970).
- медаль «Ветеран праці» (1978).
- заслужений професор Донецького національного університету (2002).
- нагрудний знак «За наукові досягнення» Міністерства освіти і науки України (2007).

## Публікації
Зінаїдою Усовою опубліковано близько 250 наукових робіт, з них 6 монографій.

### Монографії
- Усова З. В. Фауна мошек Карелии и Мурманской области (Diptera, Simuliidae). — М.-Л.: Издательство Академии наук СССР, 1961. — 286 с.
- Шарков А. А., Лобкова, М. П., Усова З. В. Кровососущие комары и мошки европейского Севера СССР. — Петрозаводск: Издательство Карелия, 1984. — 152 с.
- Каплич В. М., Сухомлин Е. Б., Усова З. В., Скуловец М. В. Фауна и экология мошек Полесья / Под редакцией Н. М. Трухан. — Минск: Ураджай, 1992. — 264 с. — ISBN 5-7860-0738-3.
- Каплич В. М., Усова З. В. Кровососущие мошки лесной зоны Белоруссии / Под редакцией А. М. Дубицкий. — Минск: Ураджай, 1990. — 176 с. — ISBN 5-7860-0492-9.
- Raastad J.E., Usova Z.V., Kuusela K. Blackflies of Northern Europe (Diptera: Simuliidae). — Amsterdam: ETI Bioinformatics, 2010.

### Статті
- Усова З. В. К биологии и экологии мошек (Diptera, Simuliidae) Карельской АССР и Мурманской области // Энтомологическое обозрение: журнал. — 1956. — Т. 35, № 4. — С. 840—855. — ISSN 0367-1445.
- Усова З. В., Куликова З. П. Активность нападения мошек (Diptera, Simuliidae) в Карелии // Энтомологическое обозрение: журнал. — 1958. — Т. 37, № 4. — С. 869—882. — ISSN 0367-1445.
- Усова З. В. О местах укрытия мошек (Diptera, Simuliidae) в Карельской АССР // Энтомологическое обозрение: журнал. — 1963. — Т. 42, № 2. — С. 316—319. — ISSN 0367-1445.
- Усова З. В., Панченко А. Б. О местах выплода мошек (Diptera, Simuliidae) Закарпатской области // Паразитология: журнал. — 1973. — Т. 7, № 6. — С. 541—544. — ISSN 0031-1847.
- Бодрова Ю. Д., Усова З. В. Первоописание личинки и дополнительные данные по систематике Eusimulium schogakii Rubz. (Diptera, Simuliidae) // Паразитология: журнал. — 1975. — Т. 9, № 2. — С. 155—157. — ISSN 0031-1847.
- Усова 3. В., Сухомлин Е. Б. Новый вид мошки — Simulium (Argentisimulium) dolini sp. n. (Diptera, Simuliidae) // Паразитология: журнал. — 1989. — Т. 23, № 5. — С. 423—427. — ISSN 0031-1847.
- Усова З. В., Зинченко А. П. Simulium kachvorjanae sp. n. (Diptera: Semuliidae) из лесостепной зоны Украины // Паразитология: журнал. — 1991. — Т. 25, № 6. — С. 551—555. — ISSN 0031-1847.
- Качворян Э. А., Усова З. В., Гамбарян П. П. Анализ морфометрических признаков куколок трех популяций Tetisimulium kondici (Diptera: Sirauliidae) // Паразитология: журнал. — 1992. — Т. 26, № 5. — С. 424—429. — ISSN 0031-1847.